# 동수경사
동수경사(動水傾斜)는 수로(水路)에서 지하수가 흐르는 거리에 대한 물의 낙차 비율을 가리킨다.

## 동수경사선
동수경사 선(動水傾斜線)은 관로의 한 지점에서 나타나는 위치 수두와 압력 수두를 합하여 수평 기준면에서 연직(鉛直)으로 나타낸 점을 연결한 선을 가리킨다.

## 한계 동수경사
한계 동수경사(限界動水傾斜)는 위쪽 방향의 침투수의 침투력으로 인해, 흙의 유효 응력이 0이 될 때의 동수경사를 가리킨다.

## 같이 보기
- 매닝공식
- 다르시의 법칙